# جان اسپنس (ورزشکار)
جان اسپنس (انگلیسی: John Spence; ۲ اکتبر ۱۸۷۵ – ۲۰ فوریهٔ ۱۹۴۶) قایقران قایق بادبانی اهل بریتانیا بود.